# Pascal Morelli
Pascal Morelli est un réalisateur et scénariste français né le 4 mai 1961 à Paris (France).

## Filmographie

### Comme réalisateur
- 1990 : Sophie et Virginie (série télévisée)
- 1995 : Instinto del asesino (série télévisée)
- 1995 : Gadget Boy and Heather (série télévisée)
- 1996 : Les Exploits d'Arsène Lupin (série télévisée)
- 1997 : The Legend of Calamity Jane (série télévisée)
- 2002 : Corto Maltese, la cour secrète des arcanes, d'après Corto Maltese en Sibérie.
- 2006 : Shuriken School (série télévisée)
- 2007 : Shuriken School, le film (DTV)
- 2015 : 108 Rois-Démons (long métrage d'animation)